# Awrey Island
Awrey Island är en ö i Kanada.   Den ligger i territoriet Nunavut, i den östra delen av landet, 1 900 km norr om huvudstaden Ottawa. Arean är 0,46 kvadratkilometer.
Terrängen på Awrey Island är mycket platt. Öns högsta punkt är 4 meter över havet. Den sträcker sig 1,5 kilometer i nord-sydlig riktning, och 0,7 kilometer i öst-västlig riktning.